# Apolo 14
Apolo 14 fue la octava misión tripulada en el programa Apolo de los Estados Unidos, la tercera en aterrizar en la Luna y la primera en alunizar en las tierras altas lunares. Fue la última de las "misiones H", aterrizajes dirigidos con estancias de dos días en la Luna con dos EVA lunares, o paseos lunares.
El comandante Alan Shepard, el piloto del módulo de comando Stuart Roosa y el piloto del módulo lunar, Edgar Mitchell, se lanzaron en su misión de nueve días el domingo 31 de enero de 1971 a las 4:03:02 p. m. EST. El despegue se retrasó cuarenta minutos y dos segundos, debido a restricciones climáticas en el sitio de lanzamiento, el primer retraso de este tipo en el programa Apolo.
Shepard y Mitchell hicieron su aterrizaje lunar el 5 de febrero en las tierras altas de Fra Mauro, originalmente el objetivo de la abortada misión Apolo 13. Durante los dos EVA lunares, se recolectaron 42,80 kg de rocas lunares, y se realizaron varios experimentos científicos. Shepard golpeó dos pelotas de golf en la superficie lunar con un palo improvisado que había traído consigo. Shepard y Mitchell pasaron 33 1⁄2 horas en la Luna, con casi 9 1⁄2 horas de EVA.
A raíz del Apolo 13, se realizaron varias modificaciones en el sistema de alimentación eléctrica del módulo de servicio para evitar la repetición de ese accidente, incluido un rediseño de los tanques de oxígeno y la adición de un tercer tanque. El lanzamiento se había programado para el 1 de octubre de 1970 y se retrasó unos cuatro meses.
Mientras Shepard y Mitchell estaban en la superficie, Roosa permaneció en órbita lunar a bordo del módulo de comando y servicio Kittyhawk, realizando experimentos científicos y fotografiando la Luna, incluido el lugar de aterrizaje de la futura misión Apolo 16. Tomó varios cientos de semillas en la misión, muchas de las cuales germinaron a su regreso, lo que resultó en los llamados "árboles lunares".
Shepard y Mitchell levantaron con éxito a Antares (el nombre que se le dio al Módulo Lunar (LM)) para atracar con el módulo de comando y, después de un total de 34 órbitas lunares, el barco fue llevado de regreso a la Tierra donde los tres astronautas aterrizaron en el océano Pacífico el 9 de febrero.

## Astronautas y personal clave de control de misión
| Puesto                       | Astronauta                                 | Astronauta                                 |
| ---------------------------- | ------------------------------------------ | ------------------------------------------ |
| Comandante                   | Alan B. Shepard Jr. Segundo y último vuelo | Alan B. Shepard Jr. Segundo y último vuelo |
| Piloto del módulo de comando | Stuart A. Roosa Único vuelo                | Stuart A. Roosa Único vuelo                |
| Piloto del módulo lunar      | Edgar D. Mitchell Único vuelo              | Edgar D. Mitchell Único vuelo              |

Shepard era el astronauta estadounidense más viejo cuando hizo su viaje a bordo del Apolo 14. Fue el único astronauta del programa Mercury (los integrantes del grupo conocido como «Mercury Seven», los primeros astronautas estadounidenses) en llegar a la Luna. Otro de los siete integrantes del grupo, Gordon Cooper (como comandante de respaldo del Apolo 10), había sido programado inicialmente para comandar la misión, pero según el autor Andrew Chaikin, su actitud informal hacia el entrenamiento, junto con problemas con la jerarquía de la NASA (que se remonta todo el tiempo al vuelo Mercury-Atlas 9), resultó en su remoción.
La misión fue un triunfo personal para Shepard, que había luchado contra la enfermedad de Ménière, que lo castigó desde 1964 hasta 1968. Él y su tripulación originalmente tenían previsto volar en el Apolo 13, pero en 1969 los funcionarios de la NASA cambiaron las tripulaciones programadas para Apolos 13 y 14. Esto se hizo para darle a Shepard más tiempo para entrenar para su vuelo, ya que había estado en tierra durante cuatro años.

### Tripulación de respaldo
| Puesto | Astronauta                             | Astronauta                             |
| --- | -------------------------------------- | -------------------------------------- |
| Comandante | Eugene A. Cernan Primer vuelo vuelo    | Eugene A. Cernan Primer vuelo vuelo    |
| Piloto del módulo de comando                                                                                         | Ronald E. Evans Jr. Primer vuelo vuelo | Ronald E. Evans Jr. Primer vuelo vuelo |
| Piloto del módulo lunar                                                                                              | Joe H. Engle Primer vuelo vuelo        | Joe H. Engle Primer vuelo vuelo        |
| El equipo de respaldo (con Harrison Schmitt reemplazando a Engle) se convertiría en el equipo principal de Apolo 17. |                                        |                                        |

Durante los proyectos Mercury y Gemini, cada misión tenía un equipo principal y uno de respaldo. El comandante del Apolo 9, James McDivitt, creía que se estaban perdiendo las reuniones que requerían un miembro de la tripulación de vuelo, por lo que para el Apolo se agregó una tercera tripulación de astronautas, conocida como la tripulación de apoyo. Generalmente de baja antigüedad, los miembros de la tripulación de apoyo reunieron las reglas de la misión, el plan de vuelo y las listas de verificación, y los mantuvieron actualizados; para el Apolo 14, fueron Philip K. Chapman, Bruce McCandless II, William R. Pogue y C. Gordon Fullerton.
Para el Apolo 14, los directores de vuelo fueron: Pete Frank, equipo de Orange; Glynn Lunney, equipo negro; Milt Windler, equipo Maroon y Gerry Griffin, equipo Gold.

## Parámetros de la misión
Geocéntrico:
- Masa: CSM 29,24kg; LM 15,26 kg)
- Perigeo: 183,46 km
- Apogeo: 188,30 km
- Inclinación orbital: 31°
- Periodo orbital: 88,18 min.

Selenocéntrico:
- Periseleno: 107,8 km
- Aposelene: 313,8 km
- Inclinación orbital: °
- Periodo orbital: 120 min.
- Lugar de aterrizaje: 3.64530° S – 17.47136° W o
3° 38' 43,08" S – 17° 28' 16.90"

### Acoplamiento LM – CSM
- Desacoplado: 5 de febrero de 1971 - 04:50:43 UTC
- Acoplado: 6 de febrero de 1971 - 20:35:42 UTC

### EVAs
EVA 1
- Inicio: 5 de febrero de 1971, 14:42:13 UTC
- Shepard - EVA 1
- Pisó la Luna: 14:54 UTC
- Entrada del Módulo Lunar (LM): 19:22 UTC
- Mitchell - EVA 1
- Pisó la Luna: 14:58 UTC
- Entrada del LM: 19:18 UTC
- Fin: 5 de febrero, 19:30:50 UTC
  - Duración: 4 horas, 47 minutos, 50 segundos.

EVA 2
- Inicio: 6  de febrero de 1971, 08:11:15 UTC
- Shepard  – EVA 2
- Pisó la Luna: 08:16 UTC
- Ingreso del LM: 12:38 UTC
- Mitchell – EVA 2
- Pisó la Luna: 08:23 UTC
- Ingreso del LM: 12:28 UTC
- Final: 6 de febrero, 12:45:56 UTC
  - Duración: 4 horas, 34 minutos, 41 segundos

## Puntos destacados de la misión

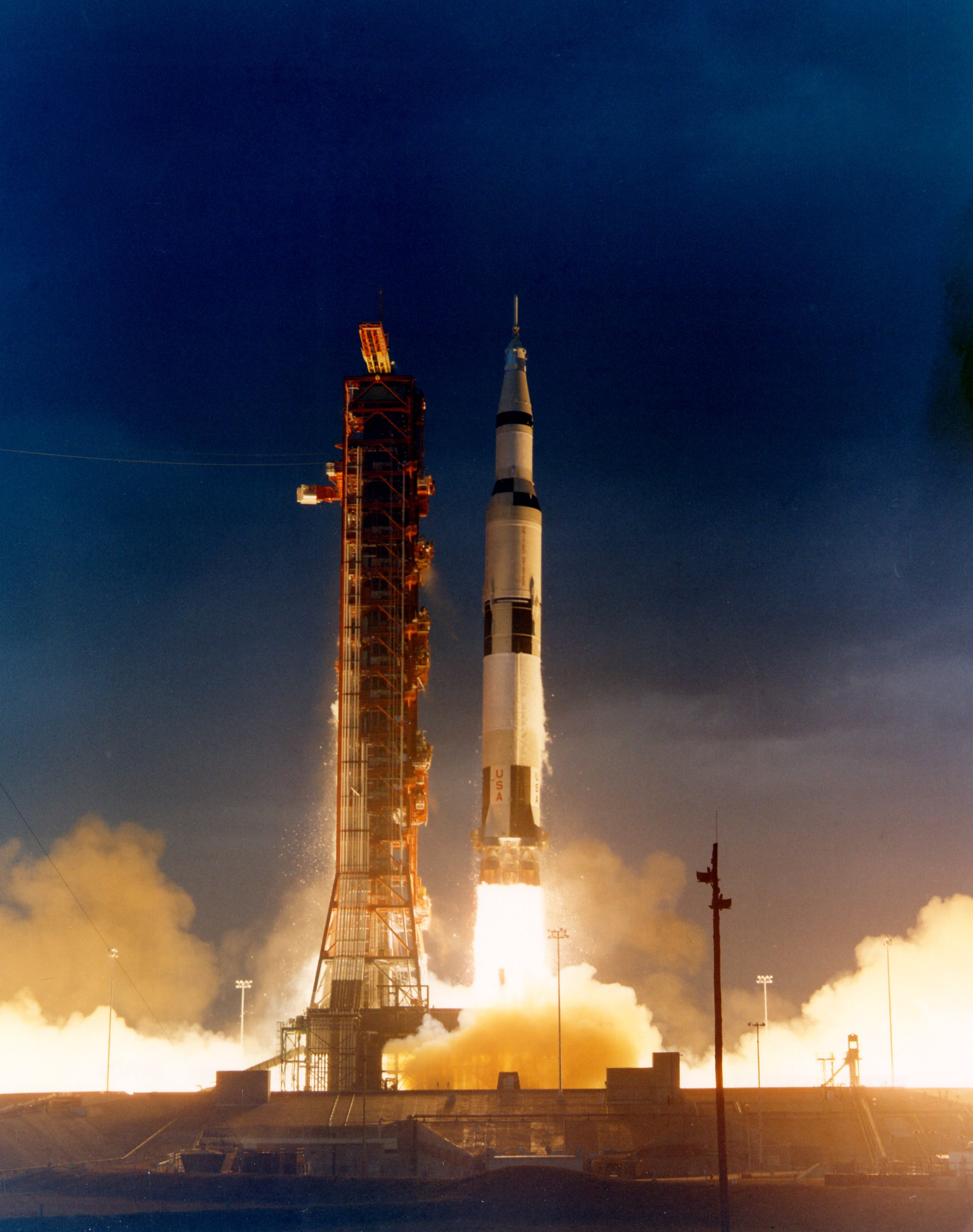
Lanzamiento del Saturno V en la misión Apolo 14

### Lanzamiento y vuelo a la órbita lunar
Apolo 14 se lanzó durante una fuerte capa de nubes y el amplificador Saturno V desapareció rápidamente de la vista. Las cámaras de largo alcance de la NASA, ubicadas a 95 km al sur de Vero Beach, tenían una imagen clara del resto del lanzamiento. Después del lanzamiento, el Centro de Control de Lanzamiento en el Centro Espacial Kennedy fue visitado por el vicepresidente de Estados Unidos, Spiro T. Agnew, el príncipe Juan Carlos de España y su esposa, la princesa Sofía.
Al comienzo de la misión, el Apolo CSM Kittyhawk tuvo dificultades para capturar y atracar con el LM Antares. Los intentos repetidos de atracar continuaron durante 1 hora y 42 minutos, hasta que se sugirió que Roosa sostenga al Kittyhawk contra el Antares usando sus propulsores, luego la sonda de atraque se retiraría del camino, con la esperanza de activar los pestillos de atraque. El sexto intento fue exitoso, y no se encontraron más problemas de atraque durante la misión.

### Descenso lunar
Después de separarse del módulo de comando en órbita lunar, el LM Antares tuvo dos problemas serios. Primero, la computadora del LM comenzó a recibir una señal "ABORTAR" de un interruptor defectuoso. La NASA creía que la computadora podría estar obteniendo lecturas erróneas como esta si una pequeña bola de soldadura se hubiera soltado y estuviera flotando entre el interruptor y el contacto, cerrando el circuito. La solución inmediata, tocar el panel al lado del interruptor, funcionó brevemente, pero el circuito pronto se cerró nuevamente. Si el problema se repitía después de que el motor de descenso se encendió, la computadora pensaría que la señal era real e iniciaría un aborto automático, haciendo que la etapa de ascenso se separe de la etapa de descenso y vuelva a subir a la órbita. La NASA y los equipos de software del Instituto de Tecnología de Massachusetts se apresuraron a encontrar una solución. El software fue cableado, evitando que se actualice directamente. La solución implicaba indicar que el modo de aborto ya estaba activo, de modo que si la señal volviera a aparecer, se ignoraría en lugar de iniciar lo que al software le habría parecido un segundo aborto. Las modificaciones de software se transmitieron a la tripulación a través de la comunicación de voz, y Mitchell ingresó manualmente la secuencia de cambios (que sumaban más de 80 pulsaciones de teclas en el teclado de la computadora del LM) justo a tiempo.
Se produjo un segundo problema durante el descenso motorizado, cuando el radar de aterrizaje LM no se bloqueó automáticamente en la superficie de la Luna, privando a la computadora de navegación de información vital sobre la altitud del vehículo y la velocidad de descenso vertical (esto no fue el resultado de las modificaciones al ABORTO comando; más bien, el informe posterior a la misión indicó que era un error no relacionado en la operación del radar). Después de que los astronautas pusieron en marcha el interruptor del radar de aterrizaje, la unidad adquirió con éxito una señal cerca de 5486,4 m, nuevamente justo a tiempo. Shepard luego aterrizó manualmente el LM más cerca de su objetivo previsto que cualquiera de las otras cinco misiones de alunizaje. Mitchell creía que Shepard habría continuado con el intento de aterrizaje sin el radar, utilizando el sistema de guía inercial LM y las señales visuales. Una revisión posterior al vuelo de los datos del descenso mostró que el sistema inercial solo habría sido inadecuado, y los astronautas probablemente se habrían visto obligados a abortar el aterrizaje cuando se acercaban a la superficie.

### Operaciones de la superficie lunar

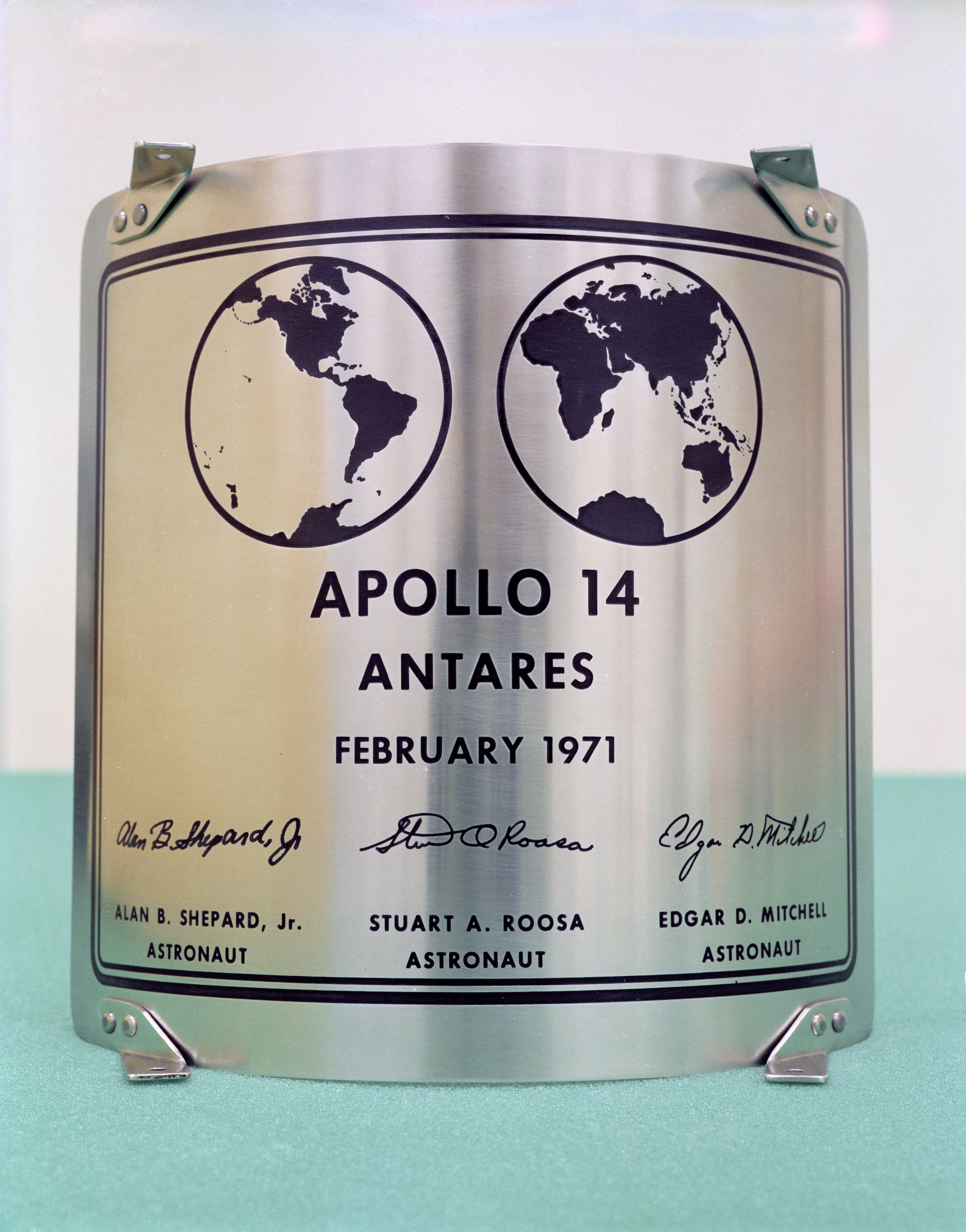
La placa dejada en la Luna por el Apolo 14

Shepard y Mitchell llamaron a su base de aterrizaje la Base de Fra Mauro, y esta designación es reconocida por la Unión Astronómica Internacional (representada en latín en los mapas lunares como Statio Fra Mauro).
Las primeras palabras de Shepard, después de pisar la superficie lunar, fueron: "Y ha sido un largo camino, pero estamos aquí". A diferencia de Neil Armstrong en el Apolo 11 y Pete Conrad en el Apolo 12, Shepard ya había bajado del pie de la LM y estaba a unos metros de distancia antes de hablar.
El traje de caminata lunar de Shepard fue el primero en utilizar rayas rojas en los brazos y las piernas y en la parte superior de la "capucha" del parasol EVA lunar, para permitir una fácil identificación entre el comandante y el piloto LM en la superficie; en las fotos del Apolo 12, habría sido casi imposible distinguir entre los dos tripulantes, causando mucha confusión. Esta característica se incluyó en el traje Apolo 13 de Jim Lovell; Como no se realizó ningún aterrizaje en esa misión, el Apolo 14 fue el primero en hacer uso de ella. Esta característica se utilizó para las misiones Apolo restantes, y para los EVA de los vuelos del transbordador espacial después, y todavía se usa hoy en los trajes espaciales de EE. UU. y Rusia en la Estación Espacial Internacional.
Después de aterrizar en la formación Fra Mauro, el destino del Apolo 13, Shepard y Mitchell tomaron dos caminatas lunares, agregando nuevos estudios sísmicos al ya conocido Paquete de Experimentos de Superficie Lunar Apolo (ALSEP), y al uso del Modular Equipment Transporter (MET), un carro de arrastre para transportar equipos y muestras, apodado "rickshaw lunar". Roosa, mientras tanto, tomó fotos del módulo de comando a bordo Kittyhawk en órbita lunar.

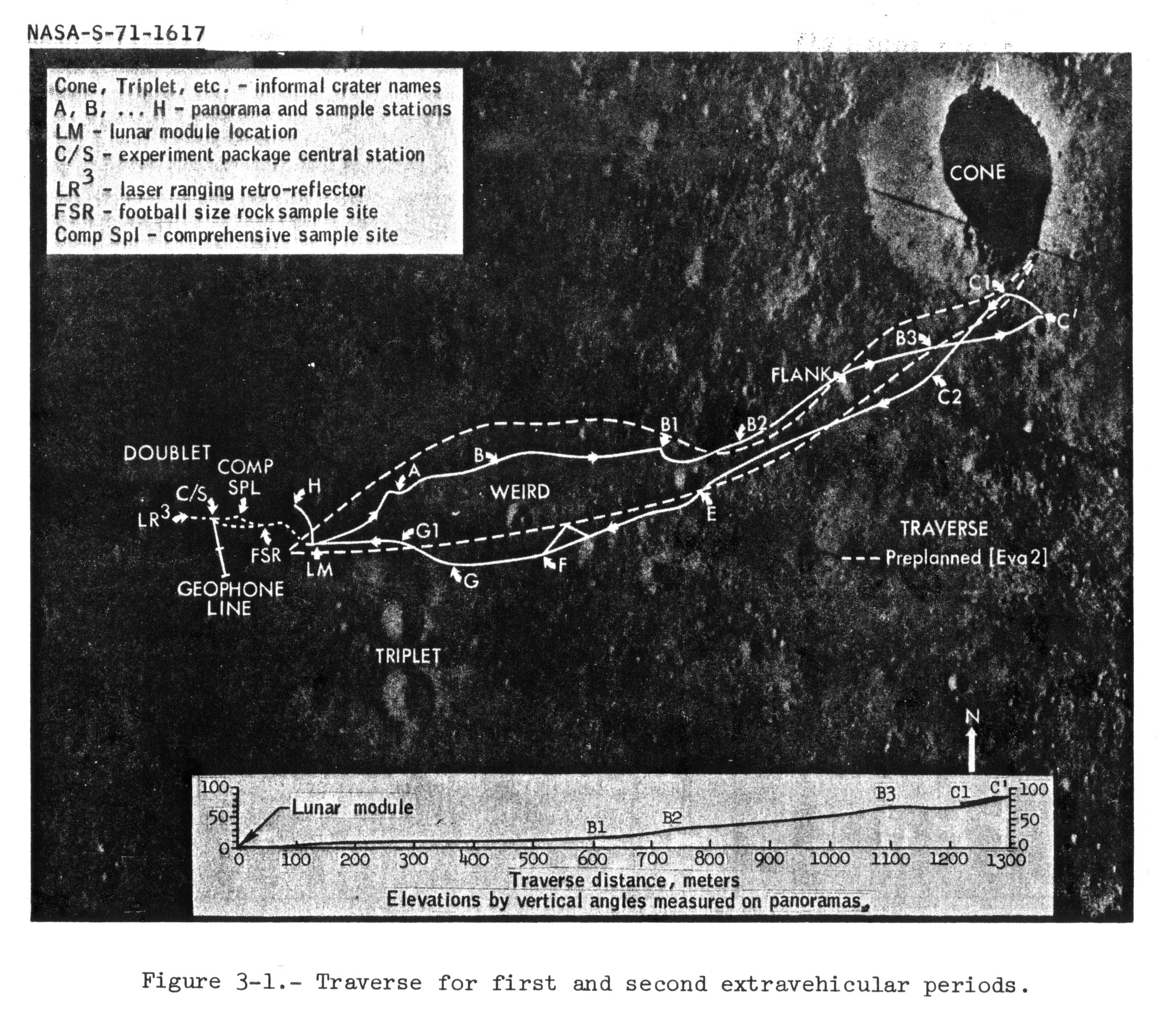
Mapa del primer y segundo EVA

El segundo paseo lunar, o EVA, estaba destinado a alcanzar el borde del cráter de cono de 305 m de ancho. Los dos astronautas no pudieron encontrar el borde en medio del terreno ondulado de las laderas del cráter. Se agotaron físicamente por el intento y, con los suministros de oxígeno de sus trajes comenzando a agotarse, el esfuerzo se suspendió. Los análisis posteriores que utilizaron las imágenes que tomaron determinaron que habían llegado a aproximadamente 20 m del borde del cráter. Las imágenes del Orbitador de Reconocimiento Lunar (LRO) muestran las huellas de los astronautas y el MET se encuentra a menos de 30 m del borde.
Shepard y Mitchell desplegaron y activaron varios instrumentos y experimentos científicos y recolectaron casi 45 kg de muestras lunares para regresar a la Tierra, incluida la roca Big Bertha de 9 kg. Otros logros del Apolo 14 incluyeron el único uso de MET; mayor distancia recorrida a pie por la superficie lunar; primer uso de técnicas de encuentro en órbita lunar acortadas; y el primer período extenso de ciencia orbital realizado durante las operaciones en solitario CSM.

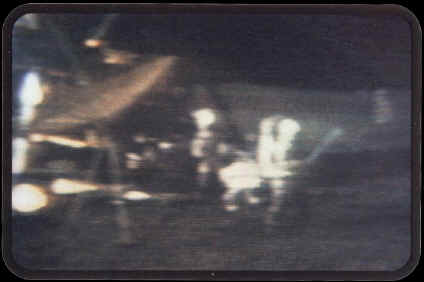
La televisión de la superficie lunar muestra a Shepard tomando un par de golf swing

Los astronautas también participaron en actividades menos serias en la Luna. Shepard trajo una cabeza de seis palos de hierro que podía sujetar al mango de una herramienta de excavación lunar, y dos pelotas de golf, y tomó varios columpios con una sola mano (debido a la flexibilidad limitada del traje de EVA). Exuberantemente exclamó que la segunda bola fue "millas y millas y millas" en la baja gravedad lunar, pero luego estimó la distancia como 180 a 370 m. Mitchell luego arrojó un mango de cuchara lunar como si fuera una jabalina.

#### Apolo 14 muestras lunares

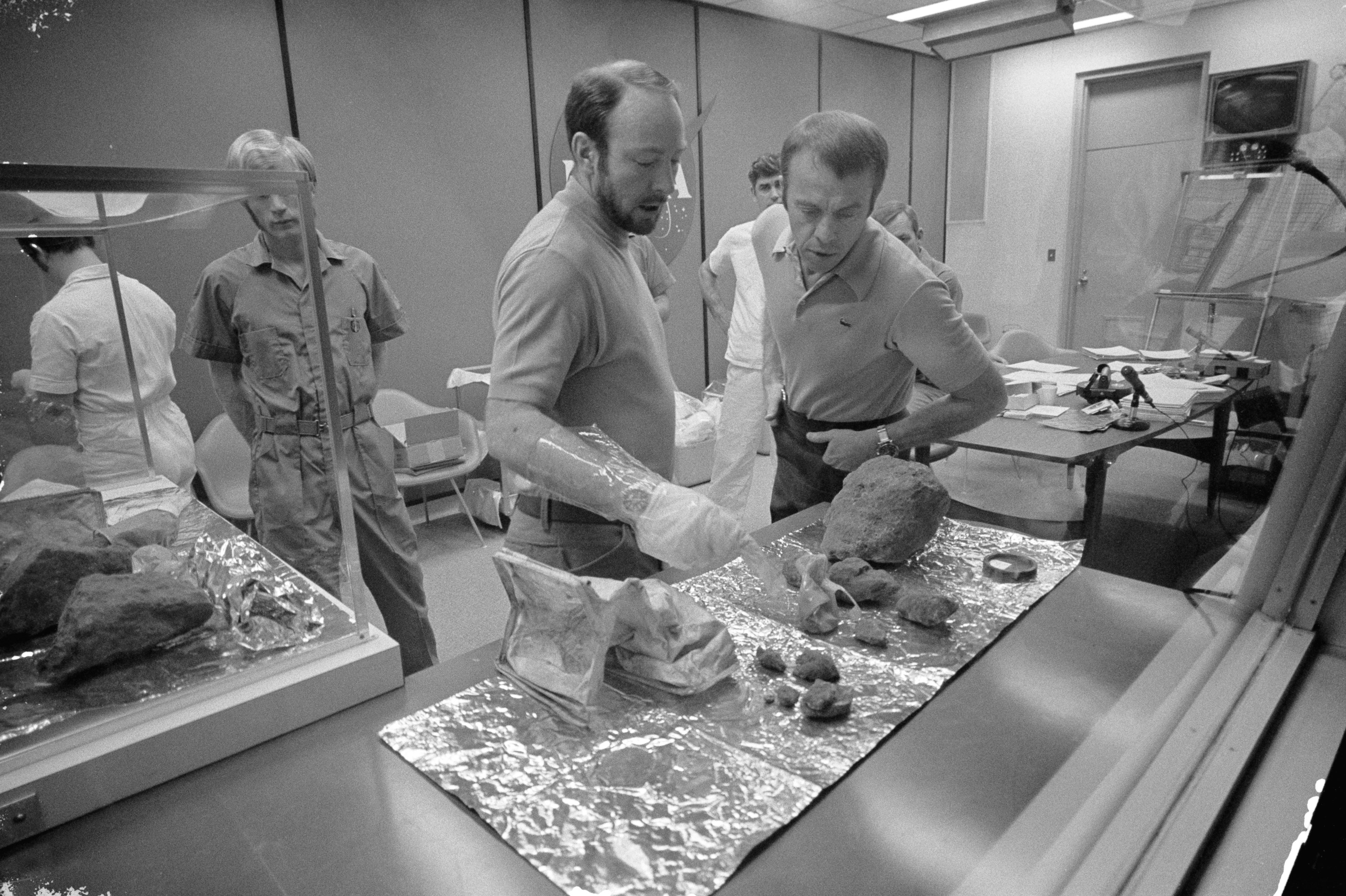
El piloto del módulo lunar del Apolo 14 Edgar Mitchell y el comandante Alan Shepard analizan a Big Bertha mientras están en el laboratorio.

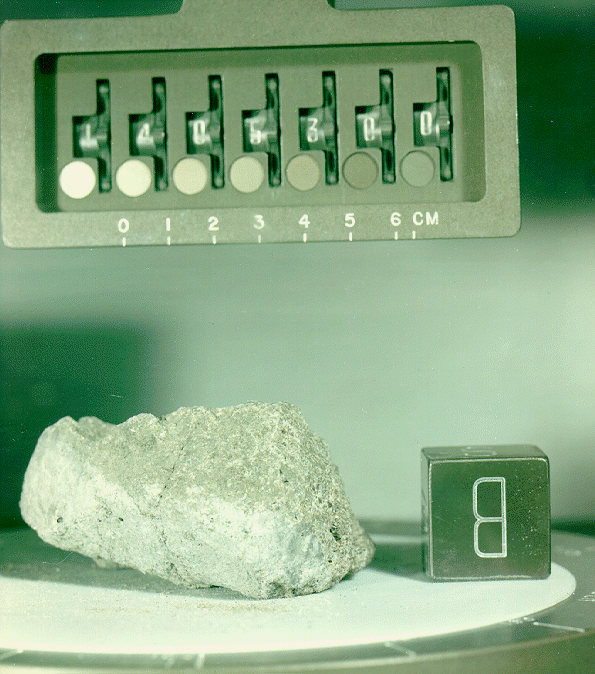
Muestra lunar 14053, un basalto encontrado durante el Apolo 14

Las rocas lunares, o muestras lunares, del Apolo 14 son únicas, ya que la mayoría de los 40 kilogramos de rocas son brechas, que son rocas compuestas de fragmentos de otras rocas más antiguas. Las brechas se forman cuando el calor y la presión de los impactos de meteoritos fusionan pequeños fragmentos de roca. Hubo algunos basaltos que se recolectaron en esta misión en forma de clastos (fragmentos) en brechas. Los basaltos del Apolo 14 son generalmente más ricos en aluminio y a veces más ricos en potasio que otros basaltos lunares. La mayoría de los basaltos de yegua lunares recolectados durante el programa Apolo se formaron hace 3,0 a 3,8 mil millones de años. Los basaltos del Apolo 14 se formaron hace entre 4 y 4 300 millones de años, más antiguos que el vulcanismo observado en cualquiera de las ubicaciones de yeguas estudiadas durante el programa Apolo.
En enero de 2019, la investigación mostró que Big Bertha, una roca de 8 kilogramos, tiene numerosas características que hacen que sea un meteorito terrestre (Tierra). Se confirmó que el granito y el cuarzo, que se encuentran comúnmente en la Tierra pero muy raros de encontrar en la Luna, existen en Big Bertha. Para encontrar la edad de la muestra, el equipo de investigación de la Universidad de Curtin analizó fragmentos de circón mineral incrustado en su estructura. "Al determinar la edad del circón que se encuentra en la muestra, pudimos determinar la edad de la roca huésped a unos cuatro mil millones de años, haciéndola similar a las rocas más antiguas de la Tierra", dijo el investigador Alexander Nemchin, y agregó que "la La química del circón en esta muestra es muy diferente de la de cualquier otro grano de circón analizado en muestras lunares, y notablemente similar al de los circones encontrados en la Tierra". Esto significa que Big Bertha es el primer meteorito terrestre descubierto y la roca terrestre más antigua conocida.

### Regreso, salpicaduras y cuarentena

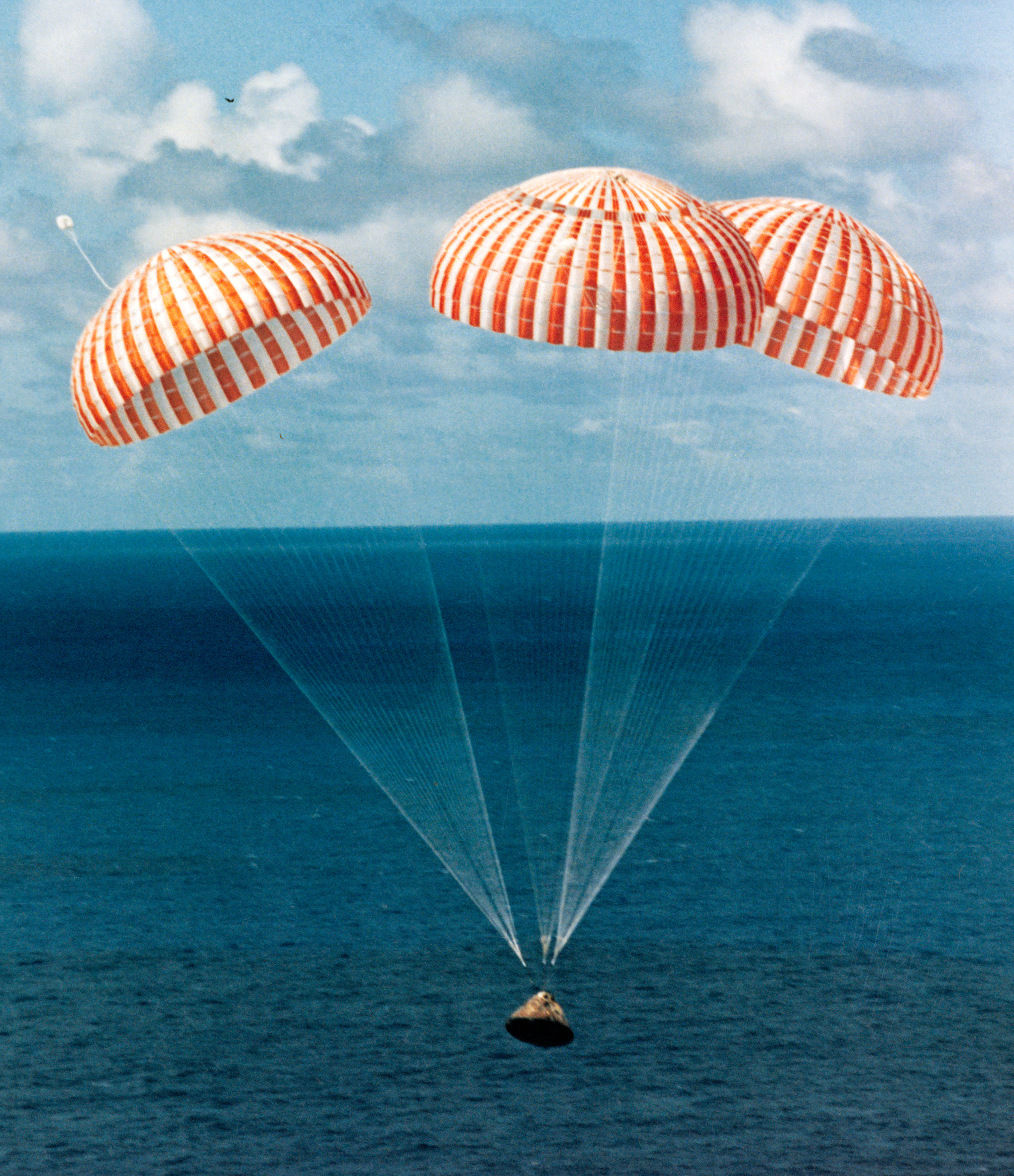
Apolo 14 aterrizando

En el camino de regreso a la Tierra, la tripulación realizó los primeros experimentos de procesamiento de materiales de EE. UU. En el espacio.
El módulo de comando Kittyhawk cayó al océano Pacífico Sur el 9 de febrero de 1971 a las 21:05 UTC, aproximadamente a 1407 km al sur de Samoa Americana. Después de la recuperación del barco USS New Orleans, la tripulación fue trasladada en avión al Aeropuerto Internacional Pago-Pago en Tafuna para una recepción antes de ser trasladada en un avión de carga C-141 a Honolulu. Los astronautas del Apolo 14 fueron los últimos exploradores lunares en ser puestos en cuarentena a su regreso de la Luna.
Roosa, que trabajó en la silvicultura en su juventud, tomó varios cientos de semillas de árboles en el vuelo. Estos germinaron después del regreso a la Tierra y se distribuyeron ampliamente en todo el mundo como árboles conmemorativos de la Luna.

## Ubicaciones de naves espaciales

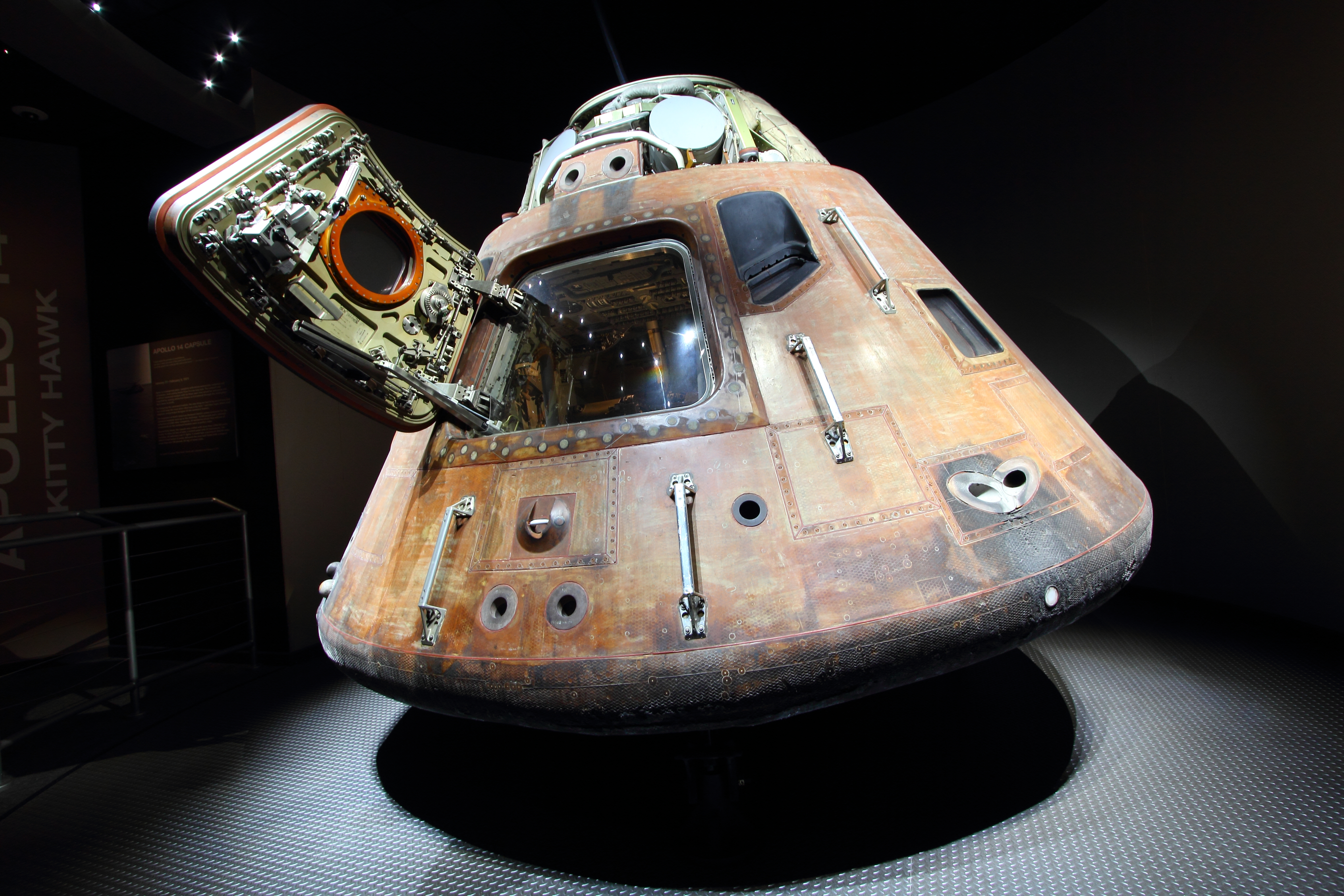
El módulo de comando Kittyhawk en el Centro Espacial Kennedy

El módulo de comando Apolo 14 Kittyhawk se exhibe en el edificio del Centro Apolo/Saturno V en el Centro Espacial Kennedy después de estar en exhibición en el Salón de la Fama del Astronauta de los Estados Unidos cerca de Titusville, Florida, durante varios años.
Las fotografías tomadas en 2009 por el Lunar Reconnaissance Orbiter se publicaron el 17 de julio, y el equipo Fra Mauro era el hardware del Apolo más visible en ese momento, debido a las condiciones de iluminación particularmente buenas. En 2011, el LRO regresó al lugar de aterrizaje a menor altitud para tomar fotografías de mayor resolución.

## Galería
- El astronauta del Apolo 14 Ed Mitchell pone un pie en la Luna
- Shepard y Mitchell erigen una bandera estadounidense en la superficie lunar

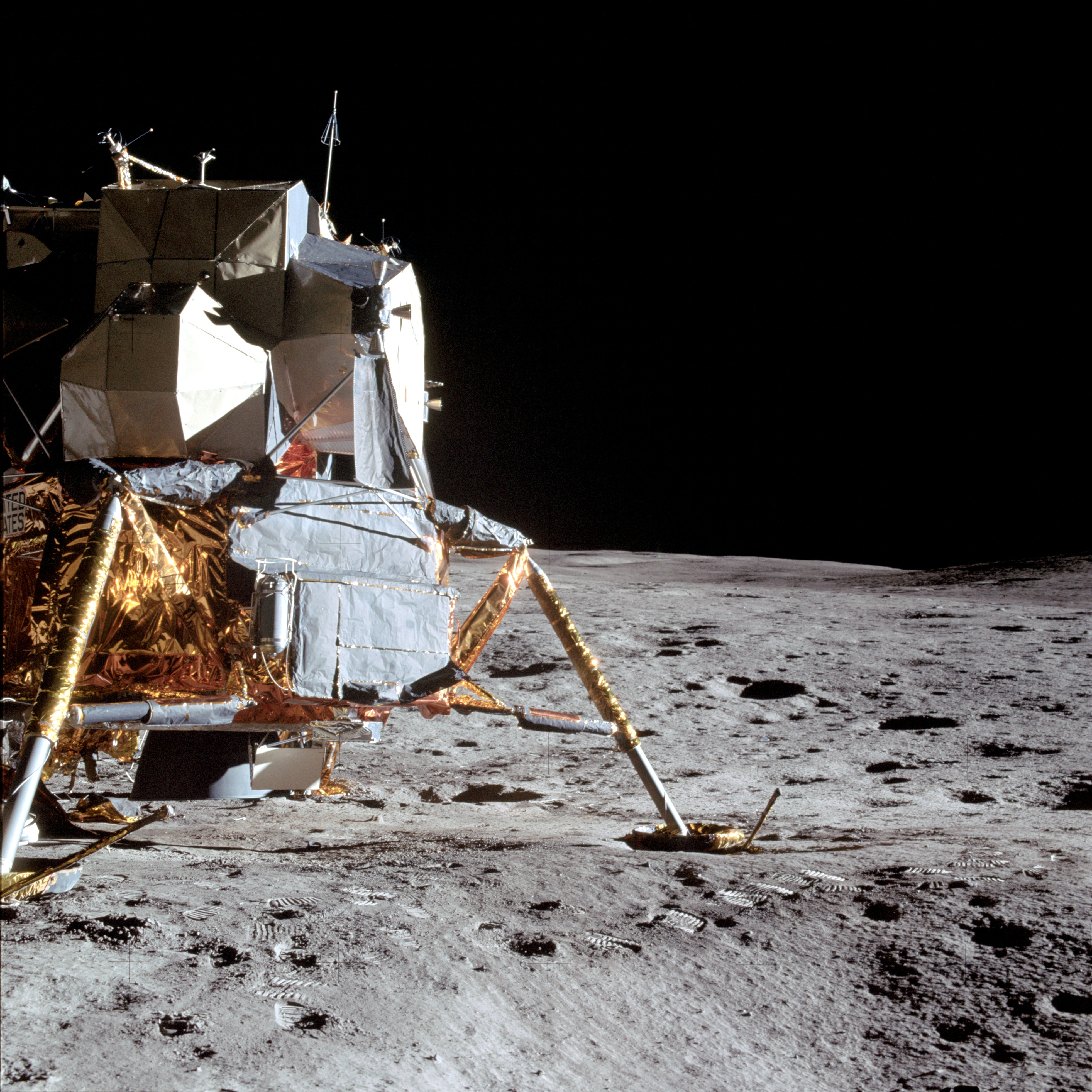
Foto del módulo de aterrizaje lunar Antares durante el primer EVA
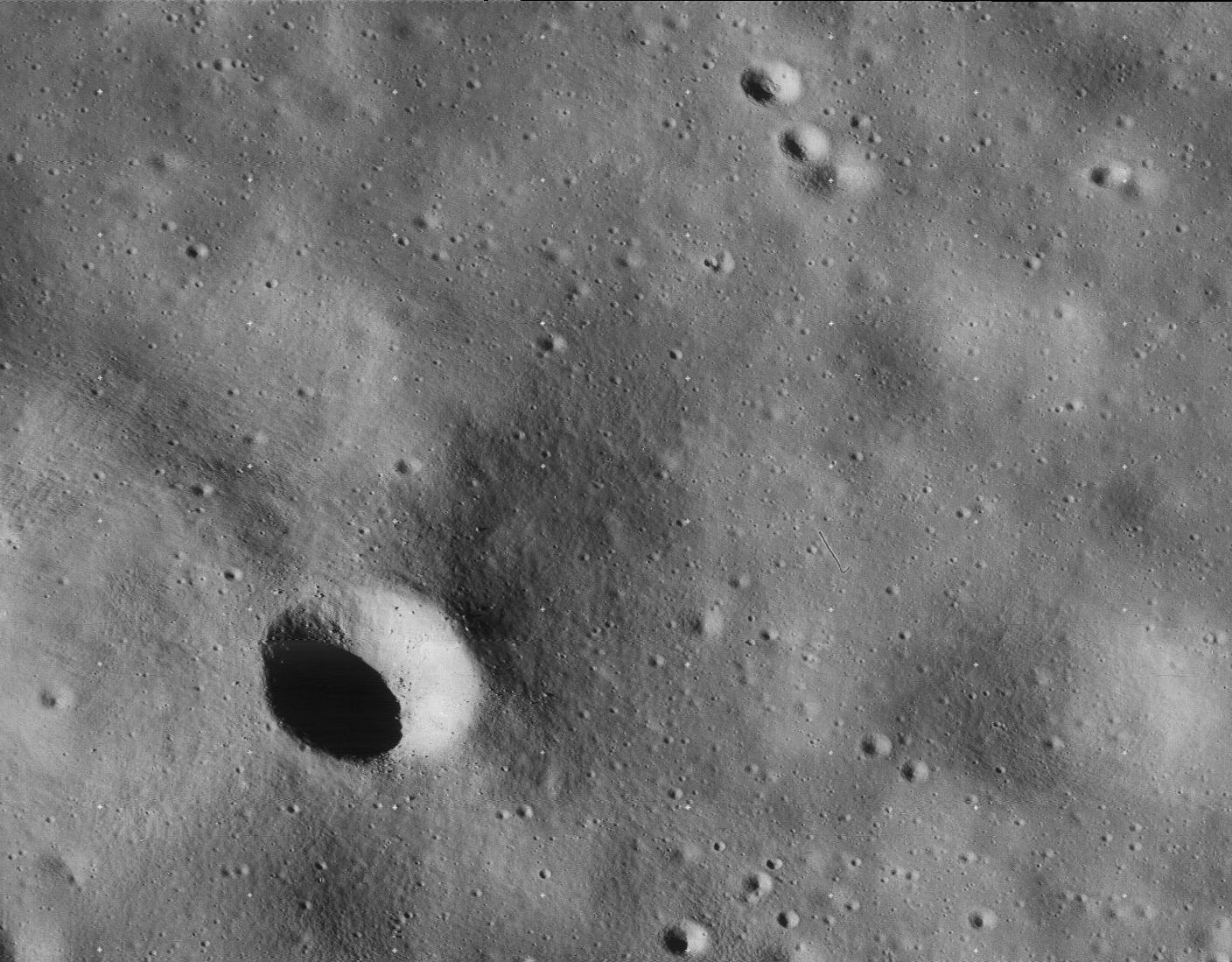
Imagen reprocesada del Orbitador Lunar 3 tomada en 1967, utilizada en la planificación de la misión. La imagen es algo oblicua y mira hacia el sur en un ángulo de iluminación de aproximadamente 34 grados desde la izquierda (este).
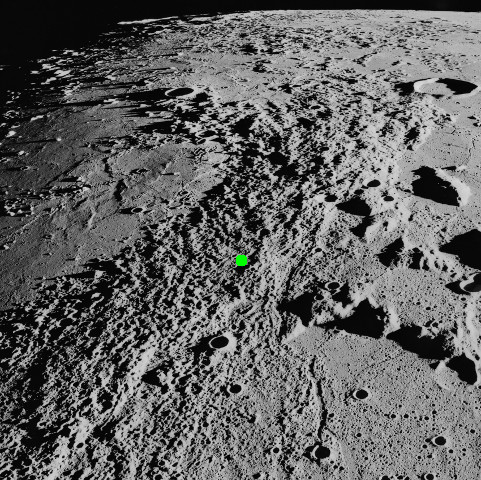
Imagen del Apolo 16 que muestra el lugar de aterrizaje del Apolo 14 en el punto verde cerca del centro. El terreno hummocky que se extiende desde la parte inferior izquierda a la superior derecha es la extensión aproximada de la formación Fra Mauro.
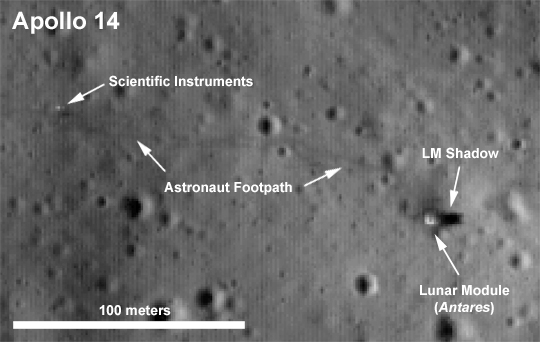
Lugar de aterrizaje del Apolo 14, fotografía de LRO
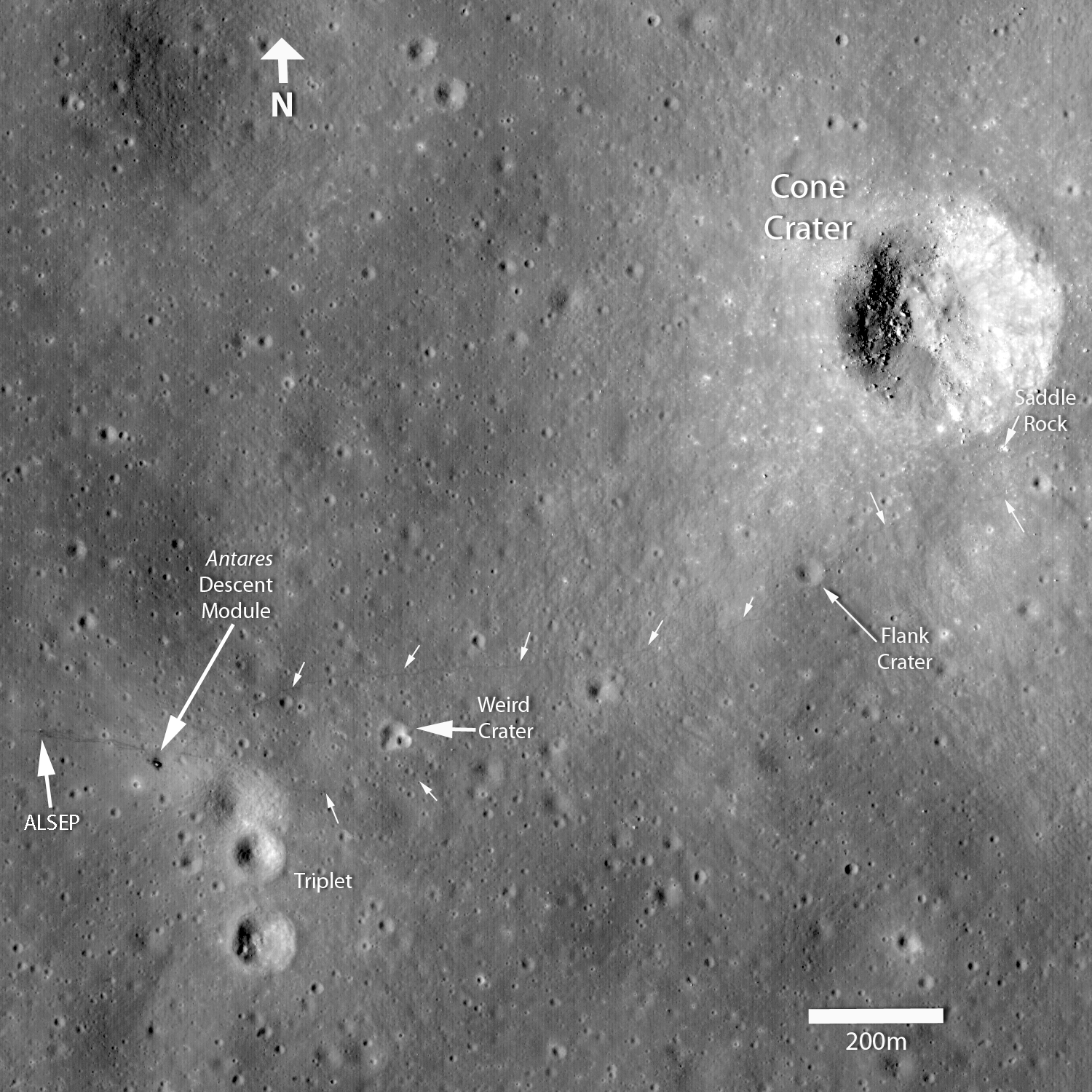
Foto posterior del lugar de aterrizaje tomada por LRO
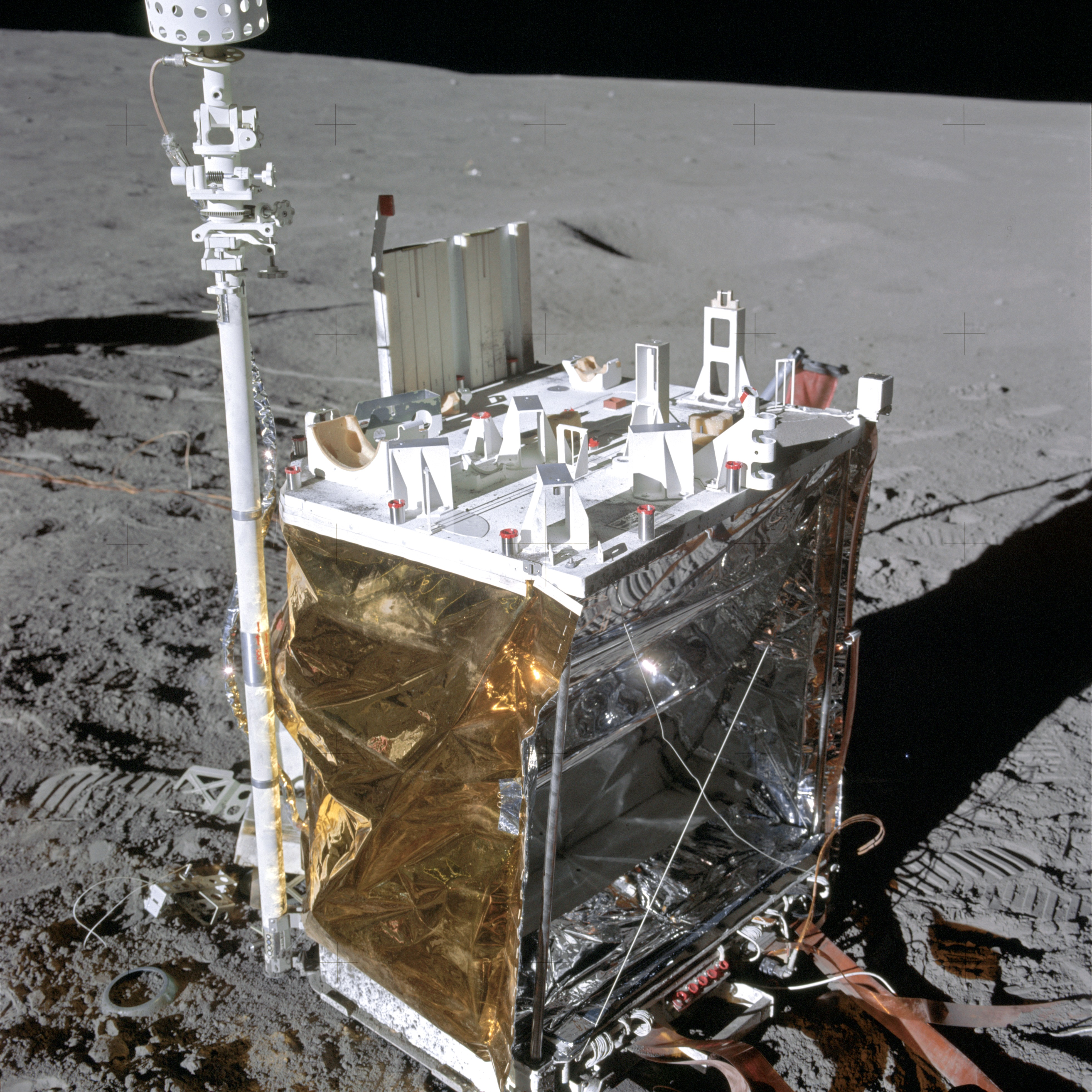
Una vista de primer plano de la estación central (CS) del paquete de experimentos de la superficie lunar Apolo (ALSEP), que fue desplegado en la Luna por los astronautas del Apolo 14 durante su primera actividad extravehicular (EVA)
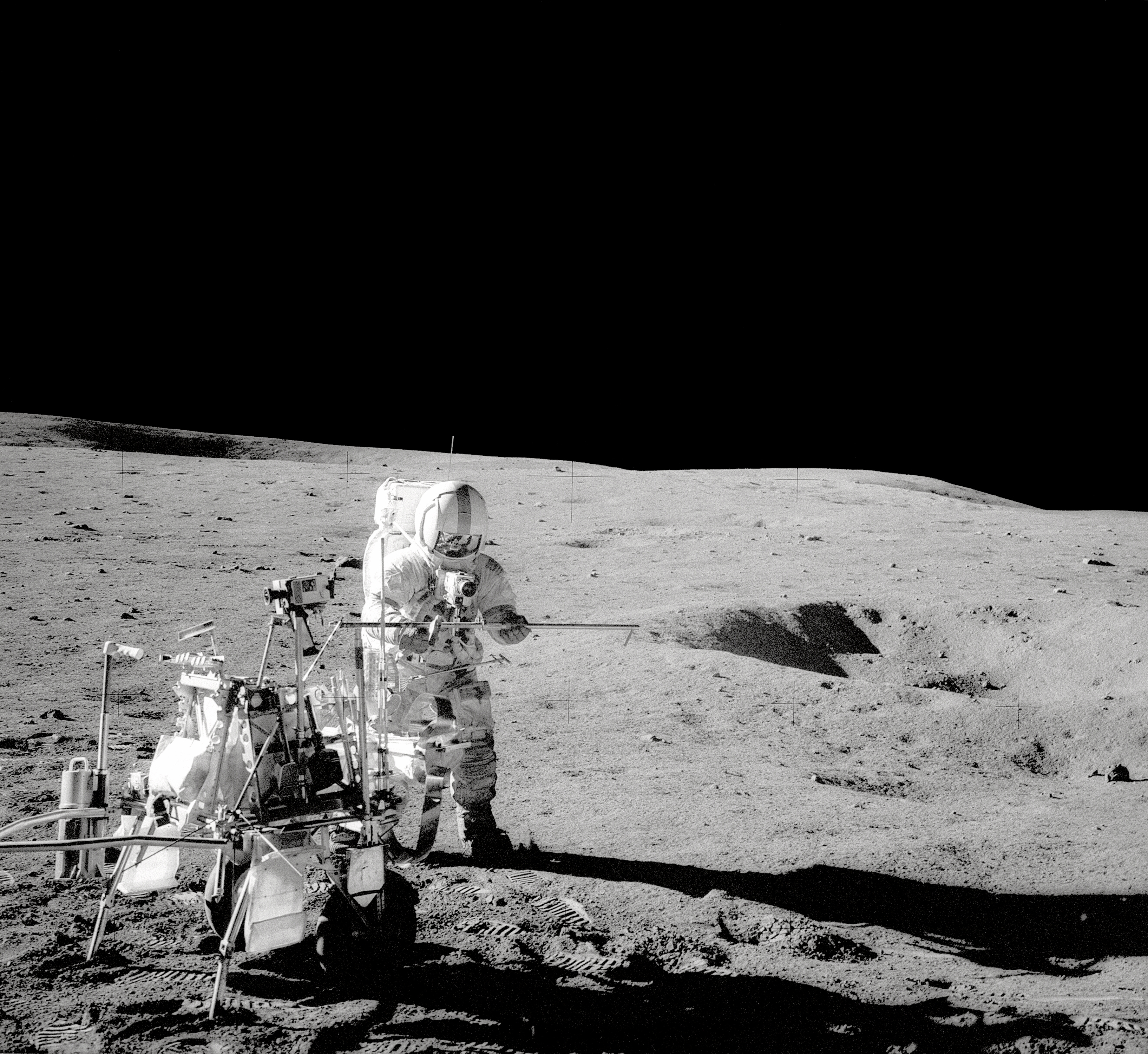
El transportador de equipos modulares, también conocido como el rickshaw lunar
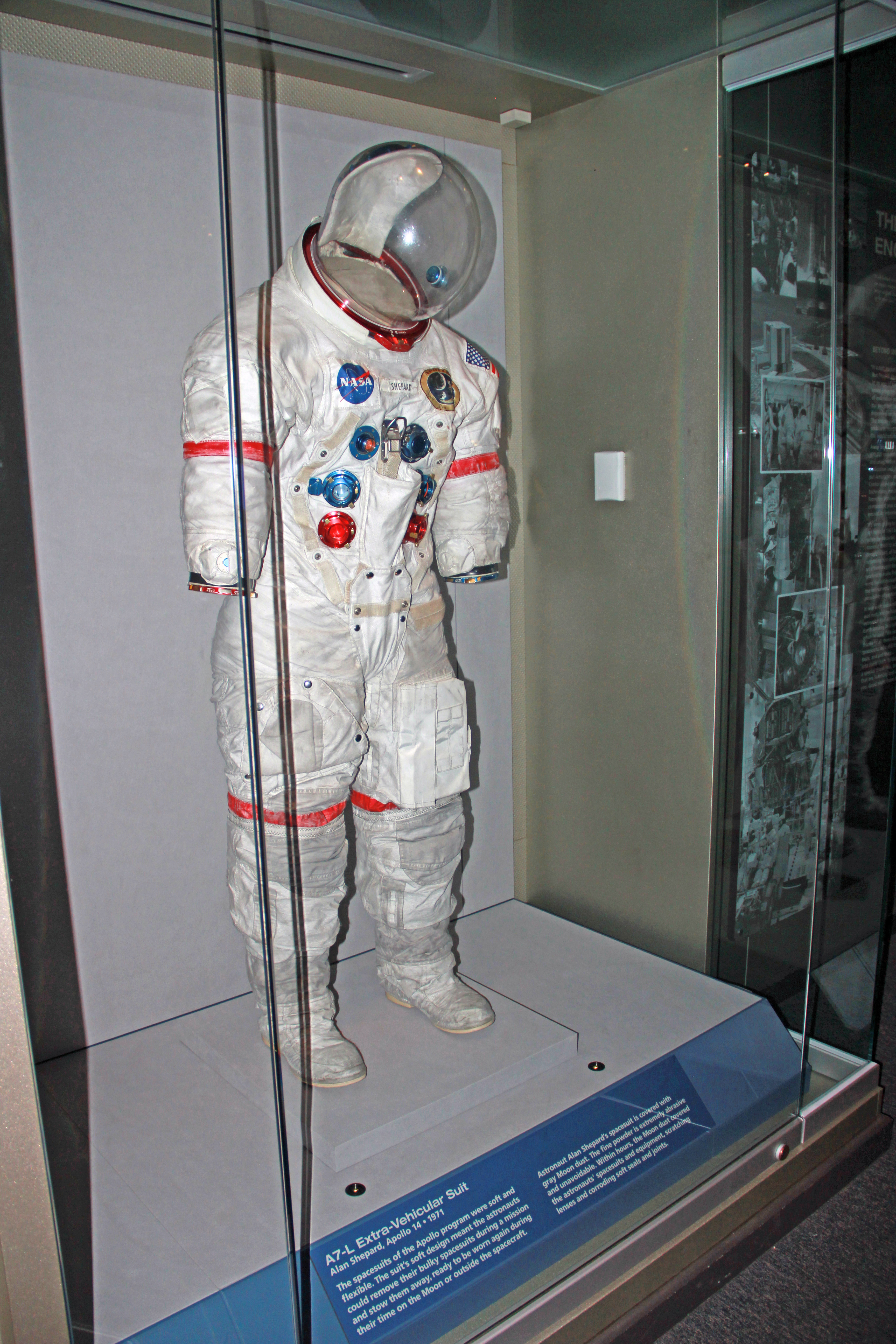
El traje espacial usado por Alan Shepard en la superficie de la Luna durante el Apolo 14